# Clino-holmquistite
La clino-holmquistite è un minerale ipotetico classificato come anfibolo appartenente al sottogruppo degli anfiboli di litio.
I minerali ipotetici sono nomi assegnati dall'IMA ai termini di una serie non ancora trovati in natura oppure a sostanze artificiali per cui si presume anche l'esistenza in natura.
La clinoholmquistite è un minerale non più considerato valido perché un riesame dell'olotipo ha evidenziato che esso è costituito da una miscela di tremolite e da un nuovo anfibolo denominato fluoro-sodic-pedrizite pertanto la specie non è stata più accettata come tale e il nome viene mantenuto come membro teorico del supergruppo dell'anfibolo.